# Алламачі (переписна місцевість, Нью-Джерсі)
Алламачі (англ. Allamuchy) — переписна місцевість (CDP) в США, в окрузі Воррен штату Нью-Джерсі. Населення — 156 осіб (2020).

## Географія
Алламачі розташоване за координатами 40°55′21″ пн. ш. 74°48′45″ зх. д. / 40.92250° пн. ш. 74.81250° зх. д. (40.922363, -74.812560).  За даними Бюро перепису населення США в 2010 році переписна місцевість мала площу 0,21 км², з яких 0,21 км² — суходіл та 0,00 км² — водойми.

## Демографія
Згідно з переписом 2010 року, у переписній місцевості мешкало 78 осіб у 33 домогосподарствах у складі 24 родин. Густота населення становила 370 осіб/км².  Було 35 помешкань (166/км²).
Расовий склад населення:
| - 97,4 % — білих - 1,3 % — вихідців з тихоокеанських островів |

До двох чи більше рас належало 1,3 %. Частка іспаномовних становила 12,8 % від усіх жителів.
За віковим діапазоном населення розподілялося таким чином: 25,6 % — особи молодші 18 років, 60,3 % — особи у віці 18—64 років, 14,1 % — особи у віці 65 років та старші. Медіана віку мешканця становила 39,5 року. На 100 осіб жіночої статі у переписній місцевості припадало 100,0 чоловіків;  на 100 жінок у віці від 18 років та старших — 87,1 чоловіків також старших 18 років.
Цивільне працевлаштоване населення становило 66 осіб. Основні галузі зайнятості: освіта, охорона здоров'я та соціальна допомога — 92,4 %, роздрібна торгівля — 7,6 %.